# Godmothered
Godmothered is een Amerikaanse komische fantasy- en kerstfilm uit 2020 van Sharon Maguire met in de hoofdrollen Jillian Bell en Isla Fisher. De film ging op 4 december 2020 in première op Disney+.

## Verhaal
De goedbedoelende maar onhandige jonge fairy godmother Eleanor (Jillian Bell) wil, in een poging zichzelf te bewijzen, een jong meisje helpen, maar deze MacKenzie (Isla Fisher) blijkt inmiddels al een volwassen vrouw. MacKenzie is al jaren weduwe en moet in het begin weinig hebben van Eleanor bemoeienis.

## Rolverdeling
| Acteur               | Personage | Opmerkingen      |
| -------------------- | --------- | ---------------- |
| Jillian Bell         | Eleanor   | fairy godmother  |
| Isla Fisher          | MacKenzie |                  |
| Santiago Cabrera     | Hugh      |                  |
| Jane Curtin          | Moira     | baas van Eleanor |
| June Squibb          | Agnes     |                  |
| Mary Elizabeth Ellis | Paula     |                  |
| Utkarsh Ambudkar     | Grant     |                  |
| Stephnie Weir        | Barb      |                  |

## Productie
The Walt Disney Company begon met de ontwikkeling van de film in september 2019, waarna Sharon Maguire later die maand als regisseuse bij de productie kwam. De opnames begonnen in januari 2020 in Boston.